# Хавијер Ернандез
Хавијер Ернандез Балказар (шп. Javier Hernández Balcázar; 1. јун 1988), познат под надимком Чичарито (шп. Chicharito), мексички је фудбалер, који тренутно наступа за ЛА галакси. У Мексику је наступао за Депортиво Гвадалахару, после чега је постао први мексички фудбалер у Манчестер јунајтеду, а након тога наступао је и за Реал Мадрид и Бајер Леверкузен.

## Трофеји

### Клупски
Депортиво Гвадалахара
- Првенство Мексика (1) : 2006. (Апертура)
- Интерлига (1) : 2009.

Манчестер јунајтед
- Премијер лига (2) : 2010/11, 2012/13.
- ФА Комјунити шилд (3) : 2010, 2011, 2013.

Реал Мадрид
- Светско клупско првенство (1) : 2014.

### Репрезентативни
Мексико
- КОНКАКАФ златни куп (1) : 2011.
- КОНКАКАФ куп (1) : 2015.